# 杜派指数
杜派指数是用于在战争游戏中确定各项数值的一种方法。由美国陆军退休上校杜派于1964年发明。
1964年，杜派与同事为美国陆军战斗发展司令部开展了一项“武器杀伤力的历史发展趋势”研究。杜派考察了从古代的剑到现代的导弹一系列武器的全部物理属性与能力，然后把他们结合到一个经验公式中，得到“假设杀伤力指数”（Theoretical Lethality Index，简称TLI）。他的假设是：
在一个宽度和纵深充分大的阵列里，每平方米站1个士兵，用各种武器分别攻击这个阵列，得出每小时内有多少士兵失去战斗力的数值，由此比较出历史上各种武器的假设杀伤力指数。
1960年，威廉·斯图阿特发表论文指出，随着武器威力的提高，战场上的伤亡率却在减少，原因是军队的疏散程度大幅提高。杜派将这个结论引入假设杀伤力指数中，得到武器实际杀伤力指数（Operational Lethality Index，简称OLI）。其方法为用TLI除以疏散因子，得出OLI。
为了将这些数值应用于现代战场上的部队，杜派又对地形、季节、天气、机动性、易损性、训练水准、士气、领导能力、后勤等可能影响武器效能的因素给以特定的数值表达，然后将这些变数乘以OLI，得出部队的总战斗潜力。各方总战斗潜力的比，就是军队的战斗力指数。